# 141 R 1298
La 141 R 1298 est une des 12 dernières 141 R préservées en France ou en Suisse. Elle appartient à la SNCF et est exposée aujourd'hui au Musée du Chemin de Fer Nîmes.

## Historique

### Historique commerciale
La 141 R 1298 (numéro constructeur : 75107) sort de l'usine Montréal Locomotive Works à Montréal (Québec, Canada) et arrive en juillet 1947 en France où elle est affectée au dépôt de Sotteville-lès-Rouen puis affectée à Nîmes. En 1965 elle connait une grosse révision a Sotteville : changement d'essieux, chaudière, cabine, et pare-fumées avec la 141 R 1040. Après la fin de la vapeur à Nîmes en décembre 1967, elle est mutée début 1968 à Miramas où il est procédé à l'échange de son tender dit « petite capacité » équipé d'une soute à  combustible de 9,5 m3 de fioul, contre le 30 R 1102 doté d'une soute à combustible de 13 m3 de fioul et dit « grande capacité ». Elle finit sa carrière à Narbonne où elle fait son dernier train voyageur entre Narbonne et Cerbère en 1973. Garée ensuite en réserve froide, elle est radiée de tout service le 20 novembre 1973. 

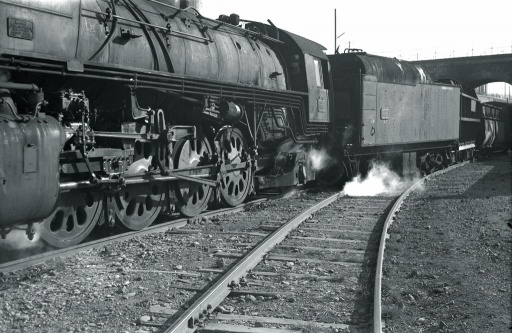
La 141 R 1298 déraille à Salindres

### Historique associatif
Elle est sauvée du chalumeau par Monsieur Ponère, qui la confie à l'ALTA (Association Lodèvoise du Train d'Autrefois) mais la gare de Lodève étant désaffectée, la SNCF déménage la 141 R 1298 à Sète au début des années 1980, où elle a été confiée à l'UAICF (Union artistique et intellectuelle des cheminots français). Elle est repeinte à l'occasion du « TGV du soleil ». Laissée à l’abandon, une équipe de l'AAATV Miramas (l'Amicale des anciens et amis de la traction vapeur) qui deviendra plus tard l'APPAF (Association provençale de préservation et d'animations ferroviaires) décide, à l'aide d'un BB 63000 et 5 wagons frein, de l’emmener à Miramas le 22 janvier 1983. Le 29 mars 2015, pour la première fois depuis 1973 la 141 R 1298 est remise en chauffe et fait quelques évolutions au dépôt de Miramas, puis le 11 juin 2015, la 141 R 1298 ainsi que l'ensemble de la collection de matériel de l'APPAF sont transférés au Musée du Chemin de Fer de Nîmes. Aujourd’hui, cette locomotive est garée à chute de timbre (2023) et non agréée à circuler sur le réseau ferré national.

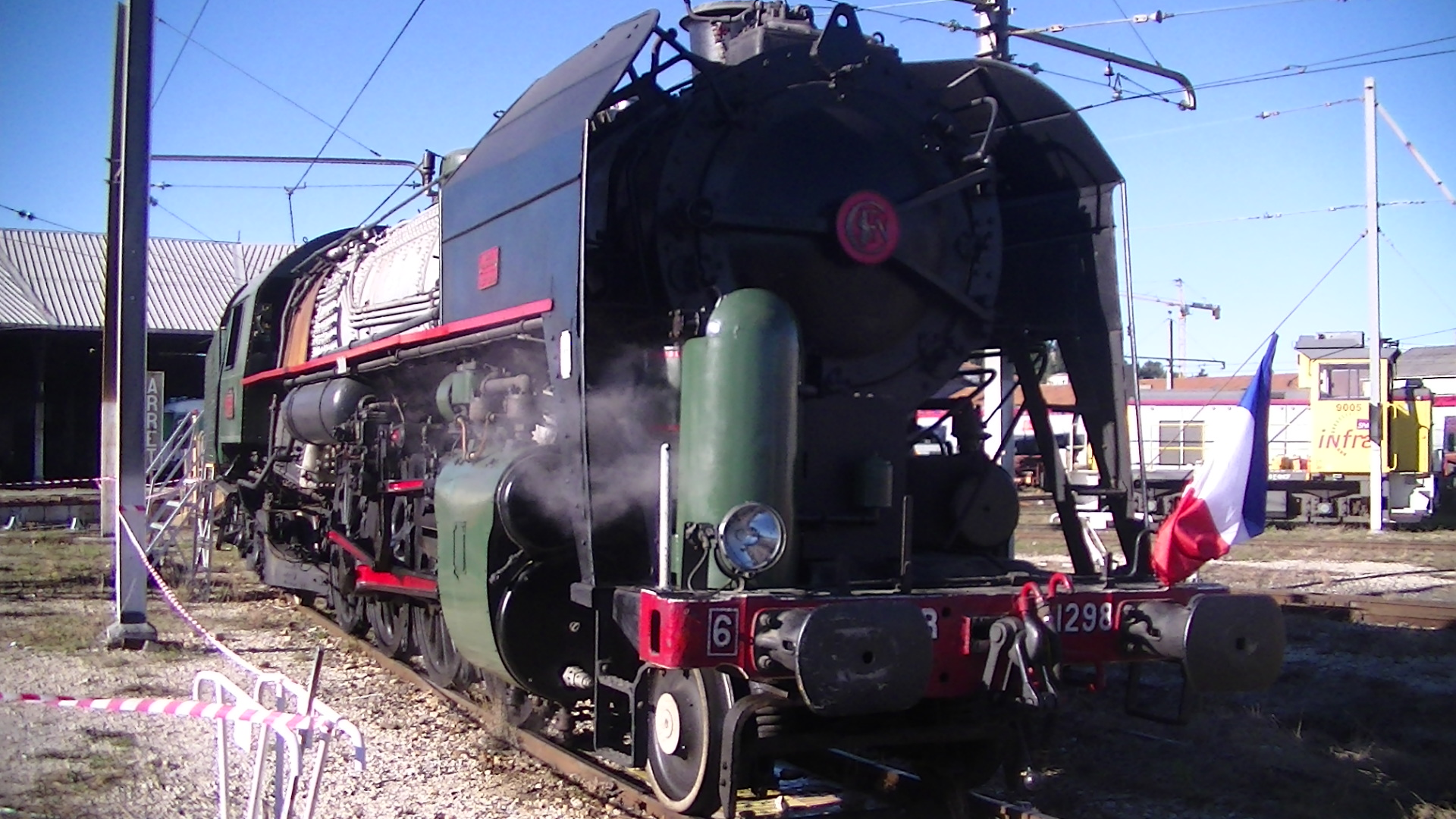
La 141 R 1298 en pression à Nîmes le 26 novembre 2015.